# Jan Boschmans
Jan Boschmans, pseudoniem van Lucien Debosschere (Kooigem, 16 januari 1909 - Kortrijk, 10 oktober 1998), was een Vlaams schrijver, auteur van luimige verhalen.

## Levensloop
Lucien was de jongste van de twee zonen van Jules Debosschere en Elise Maton. Hij volgde de moderne humaniora aan het Sint-Amanduscollege in Kortrijk. Hij moest deze studies afbreken toen hij zeventien was. Zijn vader overleed toen en hij moest de handel in koloniale waren overnemen die deze in Anzegem uitbaatte.
Het handeldrijven belette zijn literaire aspiraties niet. In 1928-29 verschenen zijn eerste pennenvruchten over Student Jefke. Hij publiceerde tussen 1930 en 1940 verdere verhalen in Ons land in woord en beeld, Ons volk ontwaakt, Hooger Leven en Astrid. 
Na het stilzwijgen tijdens de oorlogstijd, had hij succes met twee boeken die de kroniek vormden van de oorlogservaringen in een Kortrijkse familie. Andere werken volgden.
In de jaren 1951-1971 schreef hij vijftien luisterspelen voor Radio Brussel en Radio Kortrijk.
In 1957 trouwde hij met de dichteres en boekhandelaarster Gabriëlle Demedts, zus van André Demedts.
Na de periode van het schrijven van luisterspelen, hernam Boschmans de luimige literatuur waar hij voor bekend was.

## Publicaties

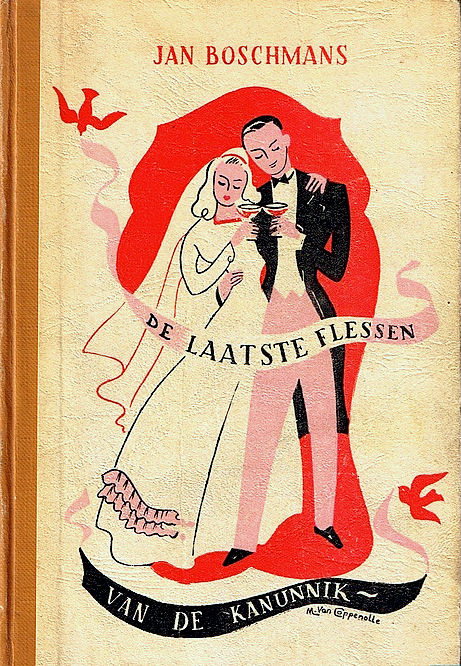
De Laatste Flessen van de Kanunnik (illustratie door Martha Van Coppenolle)

- De zeven flesschen van den kanunnik. Uit de oorlogskroniek van een Westvlaamsche familie, Leuven, Davidsfonds, 1945.
- De laatste flessen van de kanunnik. Uit de oorlogskroniek van een fatsoenlijke Vlaamse familie, december 1941 - september 1944, Leuven, Davidsfonds, 1947.
- De vinger in de champagne, roman, Leuven, Davidsfonds, 1952.
- Eva onder de leeuwen, roman, Leuven, Davidsfonds, 1958.
- Niet zonder blozen jonge dame!, schelmenroman, Leuven, Davidsfonds, 1971.
- Alle liefde is extra, familiekroniek, Brussel, Reinaert, 1973.
- In ons paradijs staat een  pruimenboom, verhaal, Brussel, 5de Omnibus van de Gulle Lach, 1974.
- Anna-Bella en de speelvogel, roman, Leuven, De Clauwaert, 1977.
- De woudloper - De grote zomer, verhalen, Kortrijk, Zeven rond de Toren, 1984.

### Bijdragen in tijdschriften
- Student Jefke, in: Lenteweelde, 1928-29.
- Sentimentaliteit en corpulentie, in: Ons Land, 1936.
- Geen man ontkomt de vrouw, in: Hooger Leven, 1937.
- De verwisseling der hoofden, in: Hooger Leven, 1937.
- De hanepoot van den ordonnans, in: Astrid, 1939-1940.
- Meneer de bedelaar, in: West-Vlaanderen, september 1954.
- Rubberkogels, in: Dietsche Warande & Belfort, mei 1978 & feb 1979.
- De wandelaar, in: Handen jg. 1 nr.1, 1984.
- Rubberkogels en bitterballen, aforismen en beschouwingen, in: Handen, jg. 2 nr 3, 1985.

### Luisterspelen
- Een half man
- Het aanzoek
- Het laatste woord
- Fanny
- De dochter van de generaal
- De gehuurde bruid
- Rattenkruid en een cocktailjapon
- De verdwenen patiënt
- De verboden appel
- Het testament van juffrouw Bernaerts
- Het bewijs